# 施氏烟管鳚
施氏煙管鳚（學名：Chaenopsis schmitti），為輻鰭魚綱鳚形目煙管鳚科煙管鳚屬的一種，被IUCN列為易危保育類動物，分布於中東太平洋哥斯大黎加到哥倫比亞與加拉巴哥群島海域，深度3至30公尺，本魚體細長，頭長，頭上沒有捲鬚，吻部長而尖，下頜尖端突出，前3個下頜孔間距相等，口腔前頂部有幾顆牙齒，尾鰭圓形，與背鰭、臀鰭相連，體淺橄欖色至白色，側面有約10條狹窄的綠色條紋，鰓蓋膜黑色，雄魚頭部和背鰭前部通常呈褐色至黑色，帶有橙色條紋，雌魚背鰭前部有黑色眼斑，體長可達8公分，棲息在碎石底質水域，通常躲在蠕蟲空巢穴，具有領域性，雌魚產附著性卵，由雄魚守護魚卵，生活習性不明。